# 韩胜延
韩胜延（1963年5月—）河北张家口人，中国人民解放军空军中将。

## 生平
1963年5月出生於河北涿鹿县，1979年7月入伍，1979年7月历任空军第一航空预备学校学员，空军第十三航空学校学员，空军航空兵第三师飞行员，飞行中队长，空战射击主任，飞行大队长，副团长，团长，副师长，南京军区空军司令部军训处处长，2002年12月任南京军区空军航空兵第29师师长，2003年10月任南京军区空军航空兵第3师师长，2008年2月任中国人民解放军成都军区空军副参谋长。2011年7月任中国人民解放军兰州军区空军参谋长。2013年任中国人民解放军成都军区空军副司令员。2014年2月任中国人民解放军空军试验训练基地司令员。2016年1月，升任新组建的中国人民解放军西部战区副司令员。2018年7月，任中国人民解放军中部战区空军司令员。
1990年代初，韩胜延曾随团留学国外。2006年被评为全军优秀指挥军官。
2009年晋升空军少将军衔。2017年晋升空军中将军衔。
2023年2月，当选第十四届全国人民代表大会代表，属解放军和武装警察部队代表团。
2023年3月6日，十四届全国人大财政经济委员会依法开展2023年计划、预算审查工作，视频画面显示，韩胜延出席会议，证明其已被选入全国人大财政经济委员会。